# Willemine van der Woerd
Willemine Johanna van der Woerd (Barneveld, 28 november 1922 – Barneveld, 15 mei 2016) was een Nederlandse uitvindster en was bewindvoerder over fietsaccessoirefabriek De Woerd.
Kettingkasten van fietsen werden van ongeveer 1880 tot in de jaren 1970 meestal gemaakt van zeildoek/lakdoek. Willemine van der Woerd verving dit door een plastic kettingkast. Aanvankelijk bestond die uit één stuk, later uit twee helften. Deze kettingkasten waren veel sneller en goedkoper te maken en eenvoudiger aan te brengen. Zij ontwikkelde de kettingkast samen met technicus Willem Gerritse. Van der Woerd bedacht ook jas- en broekbeschermers voor op fietsen en het windschermpje voor een kinderzitje.